# Igor Bauersima
Igor Bauersima, né en 1964 à Prague, est un écrivain, metteur en scène, architecte et scénographe suisse.
À partir de la fin des années 1990, il devient l'un des principaux protagonistes du nouveau théâtre allemand. La combinaison novatrice de théâtre et de projections vidéo grand format caractérise nombre de ses mises en scène. Ses drames et comédies souvent critiques de la culture contemporaine et des médias s'appuient sur des concepts philosophiques. Il accorde une attention particulière aux problèmes d'intégrité, d'identité humaine, de l’individu et de sa relation à la société,.

## Biographie
La famille de Bauersima a émigré en Suisse en 1968 après la suppression du Printemps de Prague par les armées du pacte de Varsovie.
Bauersima a étudié l'architecture à l'EPF de Lausanne et à l'ETH de Zurich, tout en travaillant comme architecte et professeur assistant pour l'art vidéo. Diplômé de l'ETH Zurich en 1991, il crée sa propre société de production cinématographique et parcourt le circuit des festivals avec des courts métrages autoproduits. Pendant ce temps, il joue dans des groupes d'avant-jazz (Recrash W, Sister Iodine et autres) et produit la musique pour ses bandes sonores.
À partir de 1994, il dirige le groupe de théâtre indépendant Off Off Bühne, qui devient l'une des compagnies de théâtre suisses les plus acclamées. Le style d'écriture et de mise en scène de Bauersima, impliquant souvent un mélange de cinéma et de théâtre, est fortement influencé par son expérience de cinéaste . Forever Godard (1998), une pièce multimédia sur un groupe d'acteurs en herbe, a remporté le prix Impulse de la meilleure production indépendante germanophone en 1998. Bauersima quitte la scène OFF en 2000 pour écrire et diriger une pièce pour deux jeunes acteurs. La pièce s’appelle norway.today. Depuis sa première mise en scène à Düsseldorf, elle est devenue l'un des plus grands succès du théâtre allemand contemporain. Elle a reçu le prix du public aux Journées du théâtre de Mülheim, Bauersima a été élu auteur de 2001 par les critiques du magazine Theater Heute et a reçu le prix du livre bernois.
Bauersima était l'auteur le plus mis en scène dans les théâtres germanophones dans les saisons 2003 et 2004. Ses pièces ont été traduites dans plus de vingt langues et mises en scène par plus de cent cinquante théâtres dans le monde entier,. Depuis, Bauersima a écrit, dirigé et scénographié des pièces de théâtre et des opéras pour les grandes scènes de Düsseldorf, Vienne, Hambourg, Zurich, Hanovre, Stuttgart, Anvers et autres.
En 1998, Bauersima fait équipe avec l'écrivaine et productrice francophone Réjane Desvignes pour créer la société de production sonimage gmbh.
En 1995, alors qu'il commence sa carrière dans le théâtre, Bauersima co-fonde le cabinet d'architectes W3Architectes. Il a quitté l'entreprise en 2010.

## Théâtre
(R: réalisateur, A: auteur, S: scénographe P: première)
| Année     | Titre                                 | Théâtre                                                  | R | A | S | P | Commentaires                                            |
| --------- | ------------------------------------- | -------------------------------------------------------- | - | - | - | - | ------------------------------------------------------- |
| 1994      | La perversité sexuelle à Chicago      |                                                          | * |   | * |   | David Mamet, scène OFF OFF                              |
| 1994      | Pensées planes                        |                                                          |   | * | * | * | étape OFF OFF                                           |
| 1995      | Saga touristique                      |                                                          |   | * | * | * | étape OFF OFF                                           |
| 1996      | Le devoir d'être heureux              |                                                          | * | * | * | * | OFF OFF                                                 |
| 1997      | Snobs                                 |                                                          | * | * |   | * | étape OFF OFF                                           |
| 1997      | Mixte                                 | Theaterhaus Gessnerallee                                 |   | * | * | * | [ 15 ]                                                  |
| 1998      | Forever Godard                        | Theaterhaus Gessnerallee                                 | * | * |   | * | [ 15 ]                                                  |
| 1999      | Context                               | Theaterhaus Gessnerallee                                 | * | * |   | * | [ 15 ]                                                  |
| 2000      | Exil                                  | Theaterhaus Gessnerallee                                 |   | * | * | * | [ 15 ]                                                  |
| 2000      | Norway.today                          | Schauspielhaus Düsseldorf                                | * | * |   | * | ,                                                       |
| 2001      | Un été capricieux                     | Schauspielhaus Düsseldorf                                | * | * | * | * | d’après Vladislav Vančura                               |
| 2001      | Factory                               | Theaterhaus Gessnerallee                                 |   | * |   | * | [ 15 ]                                                  |
| 2002      | Futur de Luxe                         | Schauspielhaus Hannover                                  |   | * | * | * | [ 15 ]                                                  |
| 2002      | Tattoo                                | Schauspielhaus Düsseldorf                                | * | * | * | * | co-auteur Réjane Desvignes,                             |
| 2002      | The shape of things                   | Burgtheater, Vienne                                      |   | * |   | * | par Neil LaBute                                         |
| 2003      | Film                                  | Schauspielhaus Hannover                                  |   | * | * |   | co-auteur Réjane Desvignes                              |
| 2003      | La mort de Danton                     | Schauspielhaus Hannover                                  |   | * | * |   | basé sur la pièce de Georg Büchner                      |
| 2003      | 69                                    | Schauspielhaus Düsseldorf                                |   | * | * | * |                                                         |
| 2004      | Bérénice de Molière                   | Burgtheater, Vienne                                      |   | * | * | * | Partie 1 de la trilogie 1670                            |
| 2004      | Noir blanc                            | Schauspielhaus Düsseldorf                                | * |   | * | * | [ 15 ]                                                  |
| 2005      | Lucie de Beaune                       | Schauspielhaus Zurich                                    | * | * | * | * | co-auteur Réjane Desvignes Partie 2 de la trilogie 1670 |
| 2006      | Oh, la mer                            | Schauspielhaus Hambourg                                  | * | * | * | * | le spectacle Rock the Boat                              |
| 2006      | Boulevard Sevastopol                  | Burgtheater, Vienne                                      | * | * | * | * | co-auteur Réjane Desvignes                              |
| 2007      | Le Comte Ory                          | Opéra d'État de Stuttgart, Stuttgart                     | * |   | * |   | Gioachino Rossini                                       |
| 2009      | Teseo                                 | Opéra d'État de Stuttgart, Stuttgart                     | * |   | * |   | Georg Friedrich Händel                                  |
| 2009      | Breath of Death                       | Uto-Theater, Zurich                                      | * | * | * |   | co-auteur de Réjane Desvignes                           |
| 2010      | La rage de la vie                     | Opéra Vlaamse Anvers et Stuttgart State Opera, Stuttgart | * | * | * | * | opéra de Elena Kats-Chernin et Igor Bauersima           |
| 2010      | Cap Horn                              | Théâtre de Josefstadt, Vienne                            | * | * | * | * | [ 15 ]                                                  |
| 2011      | Suburbia                              | Théâtre im Palais, Graz                                  | * |   |   |   | Eric Bogosian                                           |
| 2011      | La nouvelle rêvée                     | Théâtre de Josefstadt, Vienne                            | * | * | * | * | basé sur la nouvelle d'Arthur Schnitzler                |
| 2012      | Jackpot                               | Theater in der Josefstadt, Vienne                        | * |   | * | * | Réjane Desvignes                                        |
| 2013-2014 | La régression salutaire de Monsieur S | Berne                                                    | * | * | * | * |                                                         |
| 2014      | Mourir et voir Naples                 | Tanzhaus, Zürich                                         |   |   |   |   | B                                                       |
| 2016      | De mon soleil                         |                                                          |   |   |   |   | B                                                       |
| 2014      | Complicated                           |                                                          |   | * | * |   | B co-auteur, TAG                                        |

## Filmographie
- 1989 : TerminalDiner
- 1992 : Bowling
- 1995 : 50% Absolute
- 1996 : Dr. Younamis' Couch
- 1999 : Making Off
- 2001 : Un Regard Sur Deux
- 2009 : Black White

## Pièces radiophoniques
- Norway.today (pièce radiophonique: 2001, P: Deutschland Radio)[22]
- Tattoo, co-auteur Réjane Desvignes (pièce radiophonique: 2003, D, P: Deutschland Radio)[23]
- 69 (pièce radiophonique: 2004, D, P: Deutschland Radio)[24]
- J’irai cracher sur vos tombes, co-auteur Réjane Desvignes (pièce radiophonique: 2004, D, P: Deutschland Radio), un hommage à Boris Vian[25]

## Prix et distinctions
- Prix de la meilleure production théâtrale indépendante du Festival Impulse NRW 1998[26]
- Invitation aux Journées du théâtre de Mülheim 2001[26]
- Prix du livre de Berne 2001[26]
- Meilleur jeune auteur de la saison 2001/2002 dans le sondage des critiques du magazine Theater Heute avec norway.today[26]
- Prix du meilleur réalisateur jeunes réalisateurs Salzbourg 2002[27]
- Nominations pour le prix de théâtre autrichien Nestroy du meilleur réalisateur et du meilleur scénographe en 2003 et 2005[28][pas clair]